# Levi Berg
Levi Solomon Berg (* 15. April 2008 in Honolulu, Hawaii) ist ein Fußballspieler aus Guam, der auch die isländische Staatsbürgerschaft hat.

## Karriere

### Verein
Auf Klubebene spielt Levi Berg derzeit (und seit mindestens der Saison 2022/23) für den Guam Shipyard FC.

### Nationalmannschaft
Am 12. Oktober 2023 debütierte er im Alter von 15 Jahren, 5 Monaten und 27 Tagen für die A-Nationalmannschaft von Guam, als er bei einer 1:2-Niederlage gegen Singapur während der Qualifikation zur Weltmeisterschaft 2026 zur 85. Minute für Eddie Na eingewechselt wurde.